# Edgardo Geoffroy
Edgardo Hugo Geoffroy (Rawson, Provincia del Chubut, Argentina, 26 de septiembre de 1957) es un exfutbolista argentino que desarrolló su carrera deportiva en Argentina y Chile. Luego de su retiro como futbolista profesional estudió Trabajo Social en la Sede de Trelew de la Universidad de la Patagonia. Hoy trabaja en el Servicio de Asistencia a la Víctima de la Provincia del Chubut.

## Trayectoria
Edgardo Geoffroy se inicia en las divisiones menores del club Germinal de Rawson, en 1978 parte a Buenos Aires a probarse en tres equipos: Quilmes, Estudiantes de Buenos Aires y Vélez Sarsfield, quedando en este último donde jugó en 1978 y 1979. Al no tener continuidad en Vélez, vuelve a Chubut para jugar por Independiente de Trelew, Huracán de Comodoro Rivadavia y Racing de Trelew. 
En 1982 emigra a Chile en donde haría carrera, primero en Deportes Linares en Segunda División, luego pasa a O'Higgins de Rancagua donde es subcampeón de Copa Chile 1983 y clasificando a Copa Libertadores 1984. A mediados de 1984 pasa a Unión Española por una temporada. 
Luego de un breve paso por Unión Magdalena de Colombia en 1985, y Argentino de Mendoza en 1986, vuelve a Chile a Rangers de Talca donde jugó una temporada, siendo 
figura del elenco y elegido mejor jugador del año del club.
En 1987 firma por Everton de Viña del Mar en donde alcanza su mejor rendimiento como futbolista, en sus cuatro años en el club jugó 153 encuentros oficiales entre 1987 y 1990, anotando 40 goles, siendo figura indiscutida y reconocido como el jugador del club de la década de los 80s.

## Clubes
| Club                          | País      | Año       |
| ----------------------------- | --------- | --------- |
| Germinal de Rawson            | Argentina | 1976-1977 |
| Vélez Sarsfield               | Argentina | 1978-1979 |
| Independiente de Trelew       | Argentina | 1980      |
| Huracán de Comodoro Rivadavia | Argentina | 1980      |
| Racing de Trelew              | Argentina | 1981      |
| Deportes Linares              | Chile     | 1982      |
| O'Higgins                     | Chile     | 1983-1984 |
| Unión Española                | Chile     | 1984-1985 |
| Unión Magdalena               | Colombia  | 1985      |
| Argentino de Mendoza          | Argentina | 1986      |
| Rangers                       | Chile     | 1986      |
| Everton                       | Chile     | 1987-1990 |
| Germinal de Rawson            | Argentina | 1992-1993 |